# Вузькоголові черепахи
Вузькоголо́ві черепа́хи (Chitra) — рід черепах з родини Трикігтеві черепахи підряду М'якотілі черепахи. Має 3 види. Відомі з часів пліоцену.

## Опис
Загальна довжина карапаксу представників цього роду коливається від 80 до 140 см. Голова невелика, звужена. Звідси походить назва цих черепах. Шия досить довга. Панцир широкий, має практично округлу форму. Масивні лапи наділені розвиненими плавальними перетинками. Хвіст у самців набагато довший, ніж у самиць.
Забарвлення карапаксу коричневе, оливкове, буре, чорне з красивим та вишуканим візерунком. Пластрон має жовтуватий, кремовий кольори.

## Спосіб життя
Полюбляють річки, озера, морське узбережжя. Майже усе життя проводять у воді, окрім періоду відкладання яєць. Харчуються рибою, молюсками, ракоподібними, водяними рослинами.
Самиця відкладає до 100 яєць, зрідка 150–187. Інкубаційний період триває 65 діб.
Тривалість життя у середньому 30 років.

## Розповсюдження
Мешкають у Південній та Південно-Східній Азії.

## Види
- Chitra chitra
- Chitra indica
- Chitra vandijki